# Oberhauserellidae
Oberhauserellidae es una familia de foraminíferos bentónicos de la superfamilia Duostominoidea, del suborden Robertinina y del orden Robertinida. Su rango cronoestratigráfico abarca desde el Anisiense (Triásico medio) hasta el Hettangiense (Triásico superior).

## Discusión
Algunas clasificaciones han incluido Oberhauserellidae en la superfamilia Rotaliporoidea, del suborden Globigerinina y del orden Globigerinida.

## Clasificación
Oberhauserellidae incluye a las siguientes géneros:
- Krikoumbilica †
- Oberhauserella †
- Schmidita †

Otros géneros considerados en Oberhauserellidae son:
- Jurassorotalia †, aceptado como Mariannenina
- Kollmannita †
- Mariannenina †
- Praegubkinella †, aceptado como Oberhauserella
- Schlagerina †, aceptado como Oberhauserella
- Wernliella †